# ヤオ族 (アフリカ)
ヤオ族は、タンザニア南部、モザンビーク北部、マラウイ南部に住むバントゥー系の部族。インド洋沿岸のアラブ商人との交易によって勢力を築いた部族で、その影響から現在でもイスラム教徒が多い。

## 歴史
現在のモザンビーク北部ニアサ州からタンザニア南部ルヴマ州にかけての領域に住んでいたヤオ族は、19世紀頃には衰退したマラビ帝国に代わりマラウイ南部地域まで勢力を拡大した。内陸部で象牙、金、奴隷などを仕入れ、沿岸部のアラブ商人に売るという交易で、富を築いた。19世紀中頃に南アフリカから北上したンゴニ族が、ヤオ族の支配地域を脅かすようになる。現在のルヴマ州の東部地域（現在のトゥンドゥル）では支配を維持したが、西部地域（現在のソンゲア周辺）はンゴニ族の支配領域となった。マラウイにおけるヤオ族は、その後、数代にわたりンゴニ族と戦闘した（ヤオ族同士の戦闘もあった）。
1885年に、現在のタンザニアにドイツ領東アフリカが成立すると、域内のヤオ族はそれに反抗した。植民地政府軍を撃退した戦闘もあったが最後は敗北し、1899年に族長がモザンビーク側へ逃亡したことで抵抗は終結した。
1891年に、現在のマラウイにイギリス中央アフリカ保護領の成立する。植民地政府に従わないヤオ族の族長は武力によって個々に攻撃・制圧されていった（1907年にはニヤサランド保護領が成立）。
1905年にドイツ領東アフリカ南部でマジ・マジ反乱が勃発すると、域内のヤオ族は反乱側の部族との敵対を理由にドイツ側に協力した。一方で、ポルトガル領東アフリカ（モザンビーク）のヤオ族の族長は、反乱に失敗して亡命したンゴニ族の族長を匿った。
1914年に第一次世界大戦が勃発し、イギリス保護領ニヤサランドとドイツ領東アフリカが戦闘を開始する。当時ニアサランドでアフリカ人解放を主張していたジョン・チレンブウェはヤオ族であり、戦争中の1915年1月23日の武装蜂起の前日にはトゥンドゥルのドイツ領東アフリカの行政官宛てに、イギリス軍に対して共闘することを呼び掛ける手紙を出している（しかし実現せず）。